# Brunns silvergruva
Brunns silvergruva är en påstådd gruva i Brunn i Gästrikland.
Under 2004–2005 påbörjades kontrollen av en gammal sägen i Hedesunda socken. Sägnen sade att en silvergruva skulle ha funnits i Brunn. En ek skulle vara planterad ovanpå det gamla gruvhålet. Gruvan bevakas av en fru Lura som var släkt med fru Sala. Den gamla eken avverkades och provborrningar ner till 18 meters djup och efterföljande grävning visade att sägnen var riktig. En översiktlig datering av gruvan har gjorts och den skulle kunna vara från 1200–1300-talet. Vid fortsatt rensning av gruvhålet har en gruvgång upptäckts under januari-februari 2006. Dokumentation kring senare tiders inmutningar har hittats i arkiv i Uppsala under 2007. Hösten 2007 har undersökningar och ytterligare grävningar utförts ned till 20m djup. Resultat från de fortsatta grävningarna mm framgår av den separata hemsidan med länk enligt nedan.  